# 마틴 리더
마틴 리더(Martin Reader, 1984년 5월 2일 ~ )은 캐나다의 비치발리볼 선수이다. 2012년 하계 올림픽 때 조시 빈스톡과 팀으로 출전했다. 런던 올림픽 이후 은퇴했다.